# Moulin-sous-Touvent
Moulin-sous-Touvent is een gemeente in het Franse departement Oise (regio Hauts-de-France) en telt 194 inwoners (2004). De plaats maakt deel uit van het arrondissement Compiègne.

## Geografie
De oppervlakte van Moulin-sous-Touvent bedraagt 17,7 km², de bevolkingsdichtheid is 11,0 inwoners per km².
De onderstaande kaart toont de ligging van Moulin-sous-Touvent met de belangrijkste infrastructuur en aangrenzende gemeenten.

## Demografie
Onderstaande figuur toont het verloop van het inwonertal (bron: INSEE-tellingen).

1. ↑  Populations de référence 2022.